# Troximon glaucum
Troximon glaucum là một loài thực vật có hoa trong họ Cúc. Loài này được Sims miêu tả khoa học đầu tiên năm 1814.